# NHKさいたま放送局

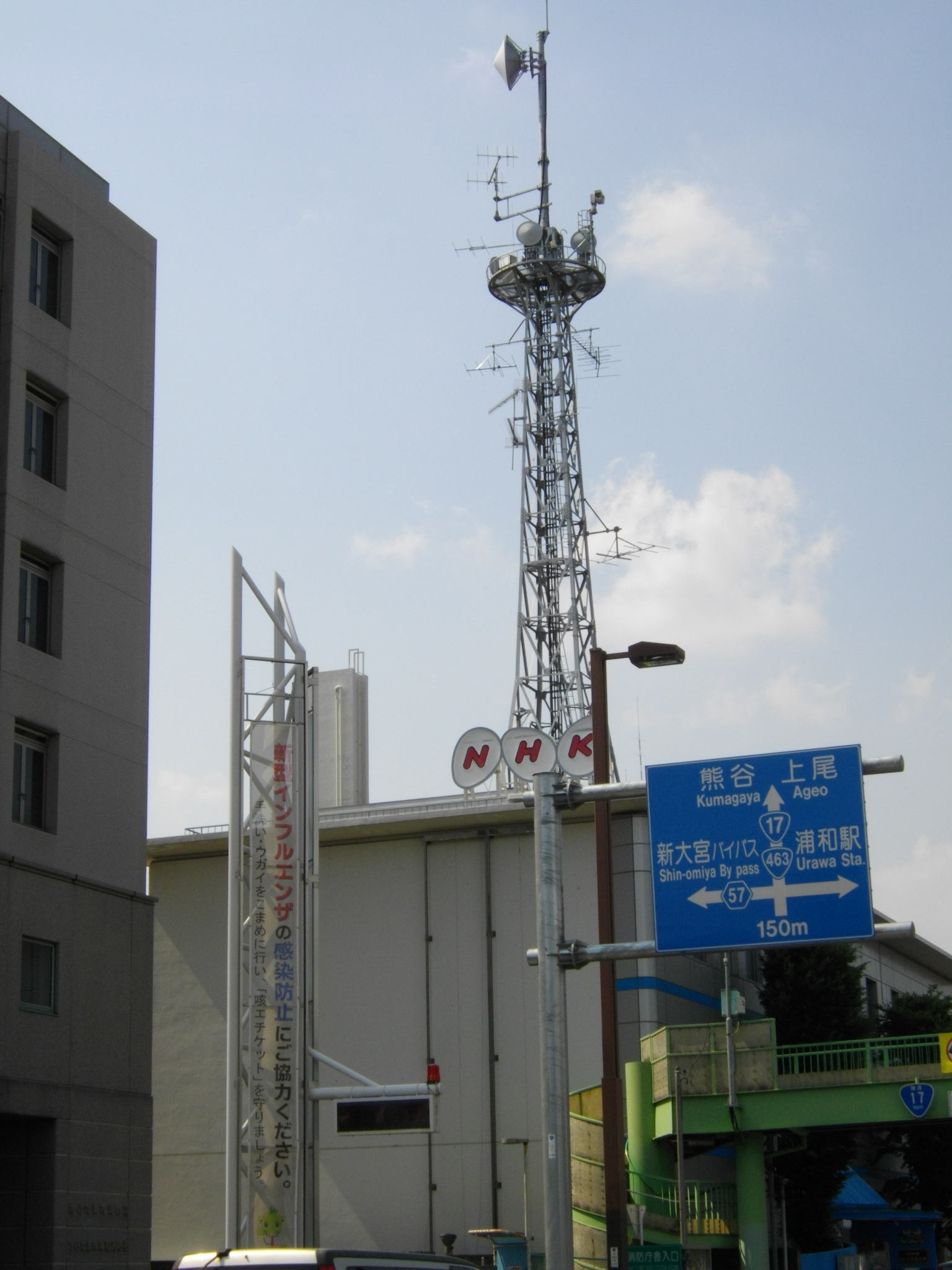
NHKさいたま放送局

NHKさいたま放送局（エヌエイチケイさいたまほうそうきょく）は、日本放送協会（NHK）の地域放送局のひとつである。埼玉県内向けにFM放送を行っている。AM放送および地上テレビジョン放送は関東広域扱いとして、管轄の東京本局（NHK首都圏局）からカバー・中継されている。

## 概要

### FM放送
コールサイン JOLP-FM
- さいたま（親局） 周波数85.1 MHz ・空中線電力5kW（最大実効輻射電力41kW）
  - さいたま送信所（平野原送信所）は、さいたま市桜区道場にあり、テレビ埼玉のテレビ送信所としても使用されている。[注釈 1]
- 秩父 周波数83.5 MHz・空中線電力50W（最大実効輻射電力59W）

### テレビジョン放送
- NHKオンラインの自局サイトにおいて、地域放送局としては珍しく、県内関係ニュースの動画配信を行った。この取り組みは2008年（平成20年）5月13日の『お元気ですか日本列島』でも紹介された。この取り組みはNHKの中でも先進的なもので、その後数年をかけ順次全国に広げられていった。

#### テレビ中継局
すべて東京本局の中継局扱いとなっている。掲載はさいたま局の管理下にある埼玉県内の送信所限定。
秩父・児玉と大里の一部以外の大半の地域は親局東京スカイツリー（※2013年5月31日午前8時59分までは東京タワーからの送信だった）の放送エリアのめやすである。

##### デジタル
| 局名   | チャンネル     | チャンネル     | 空中線電力 | 偏波面 |
| 局名   | 総合 （ID：1） | 教育 （ID：2） | 空中線電力 | 偏波面 |
| ------ | -------------- | -------------- | ---------- | ------ |
| 児玉   | 13             | 26             | 3W         | 垂直   |
| 小川   | 13             | 26             | 1W         | 水平   |
| 秩父   | 13             | 26             | 10W        | 垂直   |
| 小鹿野 | 19             | 17             | 1W         | 水平   |

※1W以上の出力の送信所のみ掲載。1W未満の中継局については、NHKさいたま放送局公式サイトを参照。

#### 報道別館
首都直下地震による災害等で、東京都渋谷区のNHK放送センターおよび都内の代替放送施設からの送出が不可能になった場合、さいたま放送局に隣接する施設（報道別館）から首都圏向けの災害関連のラジオ放送を行うことができる。訓練の意味合いから、2013年9月1日にこの施設からの放送が行われた。

#### 建て替え
現在のさいたま放送会館は1966年竣工、地上3階、延べ床面積約2460平方メートルの規模で、老朽化とスペースの狭さが問題となっている。前述の通り隣接地に報道別館を建設したり、後述のように営業部を一時的にさいたま新都心に移動し、狭隘化したスペースを広げるなどの努力が行われている状況である。そのためさいたま市民会館うらわ移転後の跡地での建て替えを2018年3月に市に打診している。
東日本大震災以降の経営計画では、新しく放送会館を建設する際、東京本局のバックアップ機能を整備 し、敷地面積約3千平方メートル・延べ床面積約5千平方メートルの広さを確保した単独建設が望ましいことが記されている。

## 支局・経営管理企画センター
埼玉県内にあるため、さいたま局の管轄であるが、実際の業務については「首都圏」であることを考慮し、首都圏局や本部営業局の指揮下に入ることがある。
支局
- 所沢（所沢市）
- 秩父（秩父市）
- 春日部（春日部市）
- 熊谷（熊谷市）

経営管理企画センター
- さいたま放送局経営管理企画センター - さいたま市浦和区常盤6-1-2 NHKさいたま放送局3階
  - 担当区域は埼玉県内全域。

## 情報カメラ
- さいたま（NHKさいたま局屋上、HD・SD。さいたま市役所方向は南側、北浦和・さいたま新都心方

向が北側）
- 大宮（HD）
- 所沢（所沢市役所SD）
- 川口（SD）
- 熊谷（HD）
- 関越自動車道新座料金所（HD）
  - 同自動車道高坂SA付近（HD）
- 東北自動車道羽生IC付近（HD。館林方）

※他にも、宝登山、荒川（長瀞町）、羊山公園芝桜の丘（秩父市）、菖蒲城趾あやめ園、コスモスふれあいロード（久喜市）で毎年季節限定で設置。
かつて設置されていた情報カメラ
- 常磐自動車道・首都高速6号三郷線・東京外環自動車道三郷ジャンクション（SD）（埼玉県中川水循環センター内建物屋上に設置されていた。）

## 沿革
- 1944年（昭和19年）2月1日 - 社団法人日本放送協会が、浦和市に総務局浦和出張所を開設[8]。放送機能はなく、ラジオの受信相談・修理や聴取料の集金が主業務であった[8]。局舎は、おばなや呉服店を借用していた[9]。
- 1948年（昭和23年）5月1日 - 浦和出張所を浦和支局と改称。
- 1950年（昭和25年）6月1日 - 放送法施行に伴い社団法人日本放送協会が解散。特殊法人としての日本放送協会が設立され、特殊法人日本放送協会浦和支局となる。
- 1951年（昭和26年）
  - 2月 - 2階建ての新局舎が浦和市常盤4丁目に完成[10]。
  - 7月1日 - 浦和支局を浦和放送局と改称。記者1名が配置されるが浦和局からの放送はなく、記事原稿を執筆して東京へ送るのが業務であった[11]。
- 1959年（昭和34年） - 記者が2名に増員される[12]。
- 1962年（昭和37年）8月 - 熊谷通信部を設置[13]。
- 1966年（昭和41年） - 現在の放送局舎が竣工。
- 1971年（昭和46年）3月26日 - 浦和放送局、FM放送開始（呼出符号JOLP-FM）。
- 2001年（平成13年）4月1日 - さいたま市誕生に伴い、浦和放送局をさいたま放送局と改称。
- 2018年（平成30年）1月28日 - エフエムナックファイブとのコラボレーションイベント『ナック（79.5 MHz）に初恋（85.1 MHz）! 埼玉ラジオフェス』を共同開催し、パーソナリティーが相互の放送局に相乗り出演した。
- 2023年（令和5年）4月1日 - 令和改革により、部制（放送部・営業推進部等）からセンター制に見直され、コンテンツセンター、経営管理企画センターへ再編された。

## 主なさいたま局制作番組
県域FM
- 日刊!さいたま〜ず（月 - 木 18:00 - 18:50、2021年3月末に終了）
- ひるどき!さいたま〜ず（水 - 金 11:00 - 11:50、日刊! - の後継番組として開始）
- 週刊☆サッカー王国（金 18:00 - 18:50、2017年9月終了）
- ニュース・気象情報など（月 - 金 11:50 - 12:00、12:15 - 12:20、18:50 - 19:00）
- Jリーグ中継

※新番組発足に合わせ、「浦和レッズ」・「大宮アルディージャ」戦を中心に不定期で放送。
- うらわミュージックサタデー（終了）

総合テレビ入中
- ひるまえ ほっと
- ニュース シブ5時 - 全国放送
- 首都圏ネットワーク
- 首都圏情報 ネタドリ!

## アナウンサー・キャスター
| 氏名           | 前任地         | 担当番組                                     | 備考         |
| アナウンサー   | アナウンサー   | アナウンサー                                 | アナウンサー |
| -------------- | -------------- | -------------------------------------------- | ------------ |
| 内藤雄介       | 大分           | アナウンスグループ統括 ひるどき!さいたま〜ず |              |
| 大野済也       | 日本語センター | ひるどき!さいたま〜ず                        |              |
| 契約キャスター |                |                                              |              |
| 今村明子       |                | ひるどき!さいたま〜ず                        |              |
| 齋藤恵梨       |                | ひるどき!さいたま〜ず                        |              |

## 備考
- 『埼玉県のニュース』の項目内で、埼玉県警察からの「詐欺警戒情報」を随時配信している。

## 関連人物
- 永井多恵子（ながい・たえこ）（元NHK副会長。1990年 - 1993年、当時の浦和放送局でNHKの女性正職員として史上初の放送局長を務めた）
- 荒木美和（あらき・みわ）（ラジオセンターディレクター、元正職員アナウンサー〈初任地は新潟〉になる前はリポーター）